# Коце-Схаби
Коце-Схаби (пол. Koce-Schaby) — село в Польщі, у гміні Цехановець Високомазовецького повіту Підляського воєводства.
Населення — 123 особи (2011).
У 1975-1998 роках село належало до Ломжинського воєводства.

## Демографія
Демографічна структура станом на 31 березня 2011 року:
|          | Загалом | Допрацездатний вік | Працездатний вік | Постпрацездатний вік |
| -------- | ------- | ------------------ | ---------------- | -------------------- |
| Чоловіки | 69      | 19                 | 38               | 12                   |
| Жінки    | 54      | 10                 | 30               | 14                   |
| Разом    | 123     | 29                 | 68               | 26                   |